# Castell Renau
Castell Renau és una serra del terme municipal d'Alt Àneu, a la comarca del Pallars Sobirà; feia de partió dels antics termes de Son i València d'Àneu.
Assoleix una elevació màxima de 1.991,6 metres; és a la dreta del Riu de la Bonaigua, a ponent del Tossal de la Cabana dels Caçadors, al sud i damunt del bosc de la Mata de València, que cobreix tot el seu vessant septentrional. És a l'oest-sud-oest de València d'Àneu i a l'oest-nord-oest de Son.